# Blickensdorf
Blickensdorf (441 m ü. M.) ist eine Ortschaft in der Gemeinde Baar im Schweizer Kanton Zug. Der Name Blickensdorf kommt von „Blick ins Dorf“ und soll die schöne Aussicht in die Stadt Baar beschreiben. Die Stadt Baar und Blickensdorf werden nur durch die Autobahn und die Lorze voneinander getrennt.    
Die nächstgelegenen Ortschaften sind Sihlbrugg, Uerzlikon, Steinhausen und Kappel am Albis. Die nächsten grösseren Wälder sind die Bachtalen.
Bei dem Gefecht bei Blickensdorf am 23. Mai 1443 wurde das Dorf in Brand gesetzt.

Historisches Luftbild aus 1000 m von Walter Mittelholzer von 1923